# Završe
Završe – wieś w Słowenii, w gminie Mislinja. W 2018 roku liczyła 425 mieszkańców.